# LA·LA·LA LOVE SONG
《LA·LA·LA LOVE SONG》，是日本男歌手久保田利伸的第16張單曲。與英國模特兒歌手娜奧美·金寶合唱，以「久保田利伸 with NAOMI CAMPBELL」的名義在1996年5月13日發行。
娜奧美·金寶作為伴唱，是因為久保田在美國紐約市居住時，娜歐蜜是住在久保田公寓電梯對面的鄰居。
该歌曲是同年富士電視台的月九劇《悠長假期》的主題曲，電視劇的高人氣對拉動唱片的銷量很有幫助。單曲發行穩坐5週Oricon公信榜單曲榜亞軍後，於第6週逆勢奪冠（發行遭遇B'z（Real Thing Shakes）—1週、南方之星（愛の言靈～Spiritual Message〜）—2週、V6（BEAT YOUR HEART）—1週、安室奈美恵（You're my sunshine）—1週 使《LA·LA·LA LOVE SONG》遲遲未能奪冠）。是久保田首次奪得Oricon單曲週榜冠軍的歌曲。當年銷量高達183.9萬張，是1996年度日本單曲銷量第三位。總銷量達185.6萬張。

## 收錄曲目
1. LA·LA·LA LOVE SONG
富士系的月九劇《悠長假期》的主題曲
2. What's The Wonder?

## 翻唱者
- 譚耀文：收錄於《不能言喻的》專輯，改編為粵語版，曲名改為「悠長 假期」，由李敏塡粵語詞，1998年5月發行。
- 辛曉琪：收錄於《戀人啊》專輯，改編為中文版，曲名改為「長假」，由姚謙塡中文詞，2002年4月30日發行。
- 寶兒+SOUL'd OUT（日语：SOUL'd OUT）：收錄於《SOUL TREE〜a musical tribute to toshinobu kubota〜（日语：SOUL TREE〜a musical tribute to toshinobu kubota〜）》專輯，2004年2月25日發行。
- 羅拉·費琪：收錄於《Song Book: 20 Jazz Greatest Hits》專輯，改編為英文版，2004年5月16日發行。(1998年亦曾收錄於《Dream Your Dream》專輯，但只在日本發售。)[2]
- 朴容夏：收錄於《sometime》日文EP，2005年7月20日發行。
- 龚柯允：收錄於《Mulakan》專輯，改編為馬來語版，曲名改為「Na Na Na Nada Cinta」，2007年發行。
- 本多RuRu：收錄於《初心》日文專輯，2007年4月4日發行。[3]
- 三浦大知：收錄於Live音樂會DVD－《DAICHI MIURA LIVE 2009 -Encore of Our Love-（日语：DAICHI MIURA LIVE 2009 -Encore of Our Love-）》，2009年9月16日發行。
- NOKKO（日语：NOKKO）：收錄於翻唱音樂專輯《KISS（日语：KISS (NOKKOのアルバム)）》，2010年1月13日發行。
- 放浪兄弟：收錄於《祈願之塔》專輯初回生産限定盤所附的『EXILE COVER』當中，由ATSUSHI、NESMITH主唱，2011年3月9日發行。
- BENI：收錄於《COVERS（日语：COVERS (BENIのアルバム)）》專輯，2012年3月21日發行。
- 青木隆治（日语：青木隆治）：收錄於《VOICE 199X（日语：VOICE 199X）》專輯，2012年7月18日發行。
- 絢香：收錄於《遊音俱樂部～1st Grade～》專輯，2013年9月4日發行。